# Жовиания
Жовиания (порт. Joviânia) — муниципалитет в Бразилии, входит в штат Гояс. Составная часть мезорегиона Юг штата Гойас. Входит в экономико-статистический микрорегион Мея-Понти. Население составляет 7260 человек на 2006 год. Занимает площадь 454,884 км². Плотность населения — 16,0 чел./км².
Праздник города — 14 ноября.

## История
Город основан в 1958 году.

## Статистика
- Валовой внутренний продукт на 2003 год составляет 48 745 552,00 реалов (данные: Бразильский институт географии и статистики).
- Валовой внутренний продукт на душу населения на 2003 год составляет 6869,44 реалов (данные: Бразильский институт географии и статистики).
- Индекс развития человеческого потенциала на 2000 год составляет 0,787 (данные: Программа развития ООН).

## География
Климат местности: тропический.